# バーバラ・ヘンドリックス

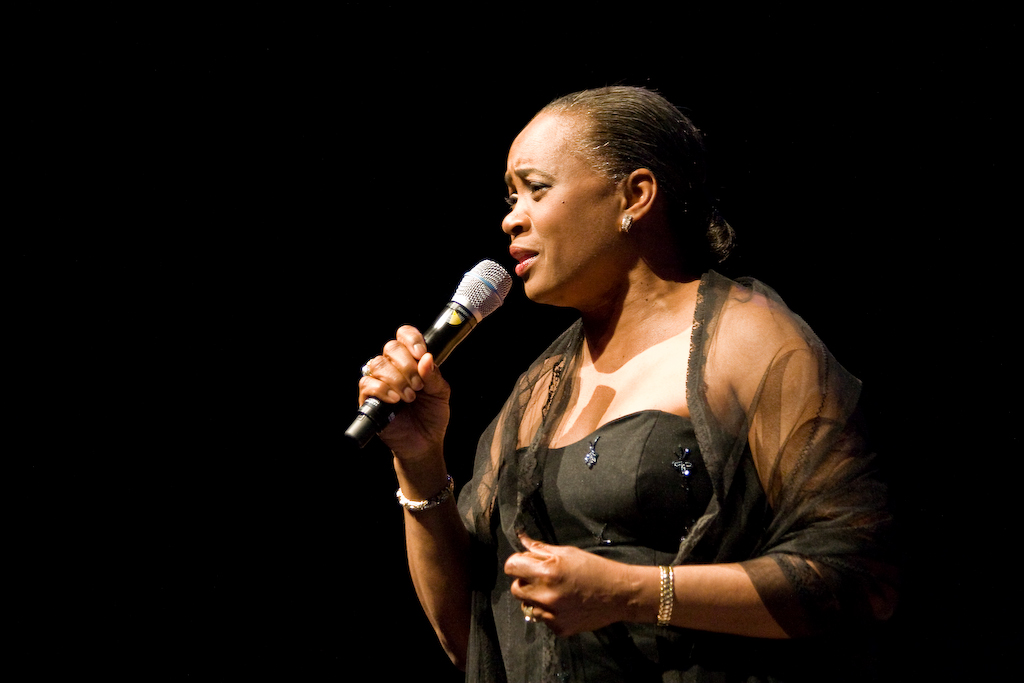
バーバラ・ヘンドリックス

バーバラ・ヘンドリックス（Barbara Hendricks, 1948年11月20日 - ）は、アメリカ合衆国出身の声楽家。真珠にもたとえられる透明感あるリリック・ソプラノとして、オペラや演奏会で活躍する傍ら、人権活動などの社会奉仕でも著名である。現在はスウェーデン国籍を取得している。

## 経歴
アーカンソー州スティーヴンスの出身。20歳でネブラスカ大学で数学ならびに化学で学士号を取得して卒業するほどの俊才ぶりを発揮。その後ニューヨークのジュリアード音楽学校に進学し、メゾソプラノ歌手のジェニー・トゥーレルに声楽を師事して学士号を取得する。
1974年にヨーロッパにおいてオペラ歌手として活動を開始し、グラインドボーン音楽祭にデビューするかたわら、国内ではサンフランシスコ歌劇場でデビューした。これまでにスカラ座やパリ・オペラ座、ロイヤル・オペラ・ハウス、メトロポリタン歌劇場など、世界中の主要な歌劇場に出演している。1998年には、北京の紫禁城で行われた『トゥーランドット』の歴史的な公演において、リュー役を演じた。ヘンドリックスは20以上の役をレパートリーとし、そのうち12の役で録音を残している。『ラ・ボエーム』のミミ役で映像作品に出演したほか、国際的な賞に輝いたフィルム作品『放蕩者のなりゆき』にも、アン・トゥルーラヴ役で出演した。
ジャズや黒人霊歌の方面でも著名で、1994年にモントルー・ジャズ・フェスティバルにデビューしたのを皮切りに、それ以降も世界各地の主要なジャズ・フェスティバルに参加している。また、室内楽のフェスティバルにも積極的に参加している。
2006年1月にEMIとの契約を打ち切り、個人レーベル「アルテ・ヴェルム」を設立した。

## 人権運動
バーバラ・ヘンドリックスは、日常生活の多くの時間を難民支援活動に割いており、長期間にわたって国連高等難民弁務官事務所の支持者である。アンジェリーナ・ジョリーに同じく、UNHCR親善大使の一員として、特殊な任務を務めている。2000年からは、難民教育基金（RET）の評議員に名を連ねている（RETとは、世界各地の難民の子女のための、義務教育後の教育機会を目指して献身している団体である）。
1991年と1993年には、紛争で破壊された旧ユーゴスラビアの都市、ドゥブロヴニクとサラエヴォで演奏会を開く。1998年には、「平和と和解のためのバーバラ・ヘンドリックス基金」を設立し、衝突が起こっている土地で和解を容易にするための道を模索している。
2001年には、オスロのノーベル賞授与式に招かれ、コフィー・アナンのノーベル平和賞受賞を記念し喉を披露した。2002年5月には、東チモール独立記念日の式典でも歌っている。